# Clan Sasaki

Yotsumeyui, l'emblème du clan.

Le clan Sasaki (佐々木氏, Sasaki-shi) est un clan japonais très ancien.

## Histoire
Le clan descend directement de l'empereur Uda (868-897) par son petit-fils Minamoto no Masanobu (920-993) mais a été adopté par le Seiwa Genji. Minamoto no Nariyori, arrière-arrière petit-fils de Masanobu, est le premier à prendre le nom Sasaki de son domaine dans la province d'Ōmi.
Hideyoshi (1112-1184), descendant de Nariyori, est adopté par Minamoto no Tameyoshi (alors chef des Seiwa Genji). Il participe aux guerres de Hōgen (1156) et de Heiji (1159) avec ses oncles adoptifs, ses frères, neveux, cousins et les hommes du clan. Après la défaite de son frère Minamoto no Yoshitomo, il part au nord demander asile à Fujiwara no Hidehira de la province de Mutsu mais s'arrête à Shibuya (province de Sagami) où il reste vingt ans. Quand son neveu Minamoto no Yoritomo se révolte contre les Taira, lui et ses quatre fils se rangent de son côté en 1180 et il est tué à la bataille d'Ōhara dans la province d'Ōmi au combat contre le clan Taira. Il est l'ancêtre des Sasaki, des clans Rokkaku, Amago, Kyōgoku et Kuroda.
Les Sasaki reçoivent de leurs cousins Seiwa Genji le titre de shugo (gouverneur) d'Ōmi et d'autres provinces qu'ils gardent jusqu'à l'époque Sengoku.
En 1868, à la fin de l'ère Meiji :
- les Kyōgoku sont daimyōs de Marugame, de Tadotsu (les deux fiefs étant dans la province de Sanuki), de Toyooka dans la province de Tajima et de Mineyama dans la province de Tango[1]. Une branche des Kyōgoku est rangée parmi les vingt-six familles autorisées à tenir un poste de kōke[2] ;
- les Kuroda sont daimyōs des han de Fukuoka et d'Akizuki (province de Chikuzen) ;
- les Rokkaku ont le rang de kōke.

Il a existé un certain sanctuaire Sasaki où Sasaki Yamagimi, un seigneur de guerre, adorait l'esprit du dieu de ses ancêtres. Dans la deuxième partie de l'époque de Heian (794-858), le sanctuaire est utilisé pour vénérer le dieu tutélaire du clan Sasaki. Le festival Omi-Genji  aurait lieu tous les 10 octobre par respect pour le clan Sasaki. Un membre remarquable du clan Sasaki n'est autre que Sasaki Kojirō, le fameux épéiste et rival de Miyamoto Musashi. La technique favorite de Kojiro est son tsubame gaeshi qu'il essaye d'utiliser contre Musashi dans leur duel. On sait également que le clan Sasaki est apparemment un obstacle politique pour le clan Hosokawa et la défaite de Kojiro est un atout politique pour ses ennemis politiques et religieux.

## Généalogie
Les caractères en gras indiquent un maître. Le signe « 〇 » indique une personne qui a participé au soulèvement armé de Yoritomo. 
```
                                  ∴
                                 
Empereur Uda
(867-931)
                                  ┃
                                 
Prince Atsumi
(893-967)
                                  ┃
                                 
Minamoto no Masanobu
(920-993)
                                  ┃
                                 
Sukenori

                                  ┃
                                 
Nariyori

                                  ┃
                                 
Noritsune

                                  ┃
                                 
Sasaki Tsunekata

                                  ┃
                                 
Sasaki Tametoshi

                                  ┃
                                 
Sasaki Hideyoshi
(1112-1184)
                                  ┣━━━━━━┳━━━━━━━┳━━━━━━━┳━━━━━┓
                               〇
Sadatsuna
  〇
Tsunetaka
  〇
Moritsuna
  〇
Takatsuna
  
Yoshikiyo Nagano

 ┏━━━━━━┳━━━━━┳━━━━━┫          ┃            ┃             ┃         ┣━━━━━┓

Hirotsuna
  
Sadashige
  
Hirosada
  
Nobutsuna
    
Takashige
    
Kaji Nobuzane
  Shigetuna  Masayoshi  
Yasukiyo

 ┏━━━━━━┳━━━━━━━━━━━╋━━━━━━━━┓                       ┏━━━━━┳━━━━━┫

Shigetsuna
　
Takanobu
　
Rokkaku Yasutsuna
　
Kyogoku Ujinobu
                  
Yoriyasu
　
Yoshiyasu
　Christof Sasaki
```